# Bisphenole
Bisphenole sind eine Gruppe von chemischen Verbindungen, die zwei (deshalb „bi“ bzw. „bis“) Hydroxyphenyl-Gruppen („Phenol“) tragen. Bisphenol ist damit ein Trivialname. Die darauf folgenden Buchstaben beziehen sich meistens auf eines der Edukte. Umgangssprachlich wird der bekannteste Vertreter dieser Gruppe Bisphenol A einfach auch „Bisphenol“ genannt.

## Aufbau
Die meisten der Vertreter leiten sich vom Di- oder Triphenylmethan ab und besitzen ein zentrales Kohlenstoffatom. Bisphenol S, P und M sind dabei die Ausnahmen: Bisphenol S weist ein zentrales Schwefelatom auf, die Bisphenole M und P sind Verbindungen mit einem zentralen Benzolring, an den in meta- bzw. para-Stellung zwei Alkylphenole geknüpft sind.

## Vertreter
| Name          | Struktur      | CAS-Nummer  | Edukte (teilweise formal) | Edukte (teilweise formal)   | IUPAC-Name (Synonyme)                                                                                |
| ------------- | ------------- | ----------- | ------------------------- | --------------------------- | --- |
| Bisphenol A   | Bisphenol A   | 80-05-7     | Phenol                    | Aceton                      | 4,4′-(1-Methylethyliden)bisphenol 2,2-Bis(4-hydroxyphenyl)propan                                     |
| Bisphenol AF  | Bisphenol AF  | 1478-61-1   | Phenol                    | Hexafluoraceton             | 4,4′-[2,2,2-Trifluor-1-(trifluormethyl)ethylidenyl]bisphenol 2,2-Bis(4-hydroxyphenyl)hexafluorpropan |
| Bisphenol AP  | Bisphenol AP  | 1571-75-1   | Phenol                    | Acetophenon                 | 4,4′-(1-Phenylethyliden)bisphenol 1,1-Bis(4-hydroxyphenyl)-1-phenylethan                             |
| Bisphenol B   | Bisphenol B   | 77-40-7     | Phenol                    | Butanon                     | 4,4′-(1-Methylpropyliden)bisphenol 2,2-Bis(4-hydroxyphenyl)butan                                     |
| Bisphenol BP  | Bisphenol BP  | 1844-01-5   | Phenol                    | Benzophenon                 | 4,4′-(Diphenylmethylen)bisphenol Bis(4-hydroxyphenyl)diphenylmethan; Bisphenol DP                    |
| Bisphenol C   | Bisphenol C   | 79-97-0     | o-Kresol                  | Aceton                      | 4,4′-(1-Methylethyliden)bis(2-methylphenol) 2,2-Bis(3-methyl-4-hydroxyphenyl)propan                  |
| Bisphenol C2  | Bisphenol C2  | 14868-03-2  |                           |                             | |
| Bisphenol E   | Bisphenol E   | 2081-08-5   | Phenol                    | Acetaldehyd                 | 4,4′-Ethylidenbisphenol 1,1-Bis(4-hydroxyphenyl)ethan                                                |
| Bisphenol F   | Bisphenol F   | 620-92-8    | Phenol                    | Formaldehyd                 | 4,4′-Methylenbisphenol Bis(4-hydroxyphenyl)methan                                                    |
| Bisphenol FL  | Bisphenol FL  | 3236-71-3   | Phenol                    | Fluorenon                   | 4,4′-(9H-Fluoren-9-yliden)bisphenol 9,9-Bis(4-hydroxyphenyl)fluoren                                  |
| Bisphenol G   | Bisphenol G   | 127-54-8    | 2-Isopropylphenol         | Aceton                      | 4,4′-(1-Methylethyliden)bis[2-(1-methylethyl)phenol] 2,2-Bis(4-hydroxy-3-isopropyl-phenyl)propan     |
| Bisphenol M   | Bisphenol M   | 13595-25-0  | Phenol                    |                             | 4,4′-[1,3-Phenylenbis(1-methylethyliden)]bisphenol 1,3-Bis[2-(4-hydroxyphenyl)-2-propyl]benzol       |
| Bisphenol P   | Bisphenol P   | 2167-51-3   | Phenol                    |                             | 4,4′-[1,4-Phenylenbis(1-methylethyliden)]bisphenol 1,4-Bis[2-(4-hydroxyphenyl)-2-propyl]benzol       |
| Bisphenol PH  | Bisphenol PH  | 24038-68-4  | 2-Phenylphenol            | Aceton                      | 5,5′′-(1-Methylethyliden)bis[(1,1′-biphenyl)-2-ol] 2,2-{5,5′-Bis[1,1′-(biphenyl)-2-ol]}propan        |
| Bisphenol S   | Bisphenol S   | 80-09-1     | Phenol                    | Schwefeltrioxid             | 4,4′-Sulfonylbisphenol Bis(4-hydroxyphenyl)sulfon                                                    |
| Bisphenol TMC | Bisphenol TMC | 129188-99-4 | Phenol                    | 3,3,5-Trimethylcyclohexanon | 4,4′-(3,3,5-Trimethylcyclohexyliden)bisphenol 1,1-Bis(4-hydroyphenyl)-3,3,5-trimethylcyclohexan      |
| Bisphenol Z   | Bisphenol Z   | 843-55-0    | Phenol                    | Cyclohexanon                | 4,4′-Cyclohexylidenbisphenol 1,1-Bis(4-hydroxyphenyl)cyclohexan                                      |